# 吳寧 (香港)
吳寧 （英語：Shirley Ng Ling，1963年4月19日—），1986年亞洲小姐競選季軍得主，香港女演員。
目前在加拿大定居.

## 經歷
吳寧曾是香港無綫電視第十一期訓練班學員(1982年)，畢業後簽約三年，因隨家人移居加拿大溫哥華而提前解約，1986年回香港參加亞洲小姐競選獲得季軍，並加入香港亞洲電視，以演出劇集為主，與亞視兩年合約完結後，1988年10月返回加拿大定居從商。

## 電視劇（無線電視）
- 1982年：《活力十一之孤獨狀元》 飾 Margaret
- 1982年：《痴情劫》
- 1983年：《神探霹靂》
- 1983年：《冤鬼再見》
- 1983年：《夾心人》
- 1983年：《無冕天使》
- 1984年：《黃金約會》

## 電視劇（亞洲電視）
- 1986年：《胭脂淚》
- 1987年：《貂蟬》
- 1987年：《金鳳凰》飾 夏候翠櫻
- 1987年：《滿清十三皇朝之順治》飾 董小宛
- 1988年：《錦衣衛》飾 郭寧
- 1988年：《英雄的童話》
- 1988年：《聊齋誌異之伍秋月》
- 1990年：《富貴冤家》 (客串)

## 電影
- 1986：《原振俠與衛斯理》
- 1988：《老虎出更》飾 咪咪

## 外部連結
- 香港影庫（页面存档备份，存于）
- 歷屆亞姐
- 《活力十一之孤獨狀元》片段（页面存档备份，存于）

| 前任： 葉玉卿 | 亞洲小姐競選季軍 1986年 | 繼任： 黃景珍 |